# Justus von Dohnanyi

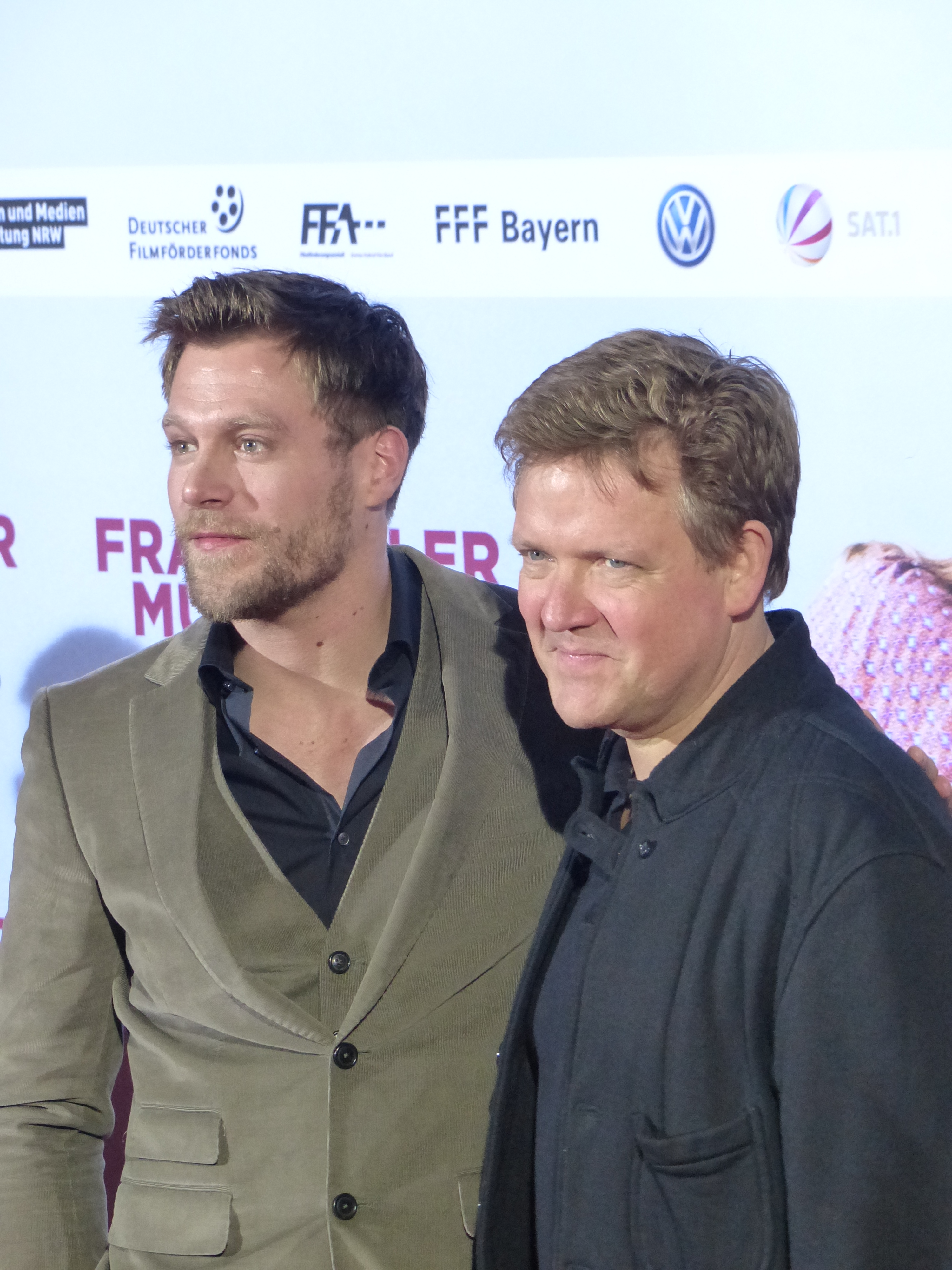
Ken Duken y Justus von Dohnányi, enero de 2015

Justus von Dohnányi (Lübeck, 2 de diciembre de 1960) es un actor y director alemán. Hijo del director de orquesta berlinés Christoph von Dohnányi desciende de las ilustres familias Dohnányi y Bonhoeffer. Su abuelo fue Hans von Dohnanyi ejecutado por los nazis por el complot del 20 de julio y su bisabuelo Ernő Dohnányi.
Su tío fue alcalde de Hamburgo, Klaus von Dohnanyi. Trabajó en la película Der Untergang como Wilhelm Burgdorf y en Das Experiment. En Bonhoeffer, agente de gracia personificó a Eberhard Bethge, con quien está emparentado.